# Бишофф, Амаури
Амау́ри Арми́нду Бишо́фф (порт. Amaury Armindo Bischoff; 31 марта 1987, Кольмар, Франция) — франко-португальский футболист, полузащитник.
Родился во Франции, отец — француз, мать — португалка.
Привлекался в юношескую сборную Франции (до 18 лет), а также в молодёжную сборную Португалии (до 21 года).

## Клубная карьера
На юношеском уровне выступал за «Кольмар» и «Страсбур».
В 2005-м году подписал контракт с «Вердером» (Бремен). Выступал за вторую команду («Вердер II») в региональной лиге «Север». В 2007-м году провёл одну игру за основную команду «Вердера» в кубке УЕФА. По окончании контракта 1 июля 2008 года на правах свободного агента покинул клуб.
30 июля 2008 года Бишофф заключил однолетний контракт с «Арсеналом» (Лондон). Всего в сезоне 2008/09 провёл 4 матча (2 — в кубке лиги, 1 — в кубке Англии, 1 — в чемпионате). После завершения сезона по обоюдному решению соглашение не было продлено.
С 2009 года — игрок «Академики» (Коимбра). Окончание сезона 2009/10 на правах аренды провёл в «Авеше», выступавшем в лиге ди онра.

## Статистика
| Выступление      | Выступление               | Выступление          | Чемпионат | Чемпионат | Кубок | Кубок | Кубок лиги | Кубок лиги | Еврокубки | Еврокубки | Итого | Итого |
| Клуб             | Лига                      | Сезон                | Игры      | Голы      | Игры  | Голы  | Игры       | Голы       | Игры      | Голы      | Игры  | Голы  |
| ---------------- | ------------------------- | -------------------- | --------- | --------- | ----- | ----- | ---------- | ---------- | --------- | --------- | ----- | ----- |
| Вердер/Вердер II | Региональная лига «Север» | 2005/06              | 34        | 4         | —     | —     | —          | —          | —         | —         | 34    | 4     |
| Вердер/Вердер II | Региональная лига «Север» | 2006/07              | 27        | 2         | —     | —     | —          | —          | —         | —         | 27    | 2     |
| Вердер/Вердер II | Бундеслига                | 2006/07              | 0         | 0         | 0     | 0     | 0          | 0          | 1         | 0         | 1     | 0     |
| Вердер/Вердер II | Региональная лига «Север» | 2007/08              | 1         | 0         | —     | —     | —          | —          | —         | —         | 1     | 0     |
| Вердер/Вердер II | Бундеслига                | 2007/08              | 0         | 0         | 0     | 0     | 0          | 0          | 0         | 0         | 0     | 0     |
| Вердер/Вердер II | Итого за «Вердер II»      | Итого за «Вердер II» | 62        | 6         | —     | —     | —          | —          | —         | —         | 62    | 6     |
| Вердер/Вердер II | Итого за «Вердер»         | Итого за «Вердер»    | 0         | 0         | 0     | 0     | 0          | 0          | 1         | 0         | 1     | 0     |
| Арсенал          | Премьер-лига              | 2008/09              | 1         | 0         | 1     | 0     | 2          | 0          | 0         | 0         | 4     | 0     |
| Академика        | Лига Сагриш               | 2009/10              | 1         | 0         | 0     | 0     | 3          | 1          | —         | —         | 4     | 1     |
| Авеш             | Лига ди онра              | 2009/10              | 10        | 1         | 0     | 0     | —          | —          | —         | —         | 10    | 1     |
| Академика        | Лига Сагриш               | 2010/11              | 9         | 0         | 1     | 0     | 0          | 0          | —         | —         | 10    | 0     |
| Академика        | Итого за «Академику»      | Итого за «Академику» | 10        | 0         | 1     | 0     | 3          | 1          | —         | —         | 14    | 1     |